# Isolepis levynsiana
Isolepis levynsiana är en halvgräsart som beskrevs av A. Muthama Muasya och David Alan Simpson. Isolepis levynsiana ingår i släktet borstsävssläktet, och familjen halvgräs. Inga underarter finns listade i Catalogue of Life.